# Ботсвано-кенийские отношения
Ботсвано-кенийские отношения — двусторонние дипломатические отношения между Ботсваной и Кенией.

## История отношений
После того, как Ухуру Кениата был избран президентом Кении в 2013 году, Ботсвана пригрозила запретить ему въезд в страну, если тот не будет сотрудничать с Международным уголовным судом по своему делу.
Изначально Ботсвана отклонила резолюцию Африканского союза по делу Кениаты, став таким образом одной из немногих африканских стран, поддерживающих МУС и единственной страной, отклонившей резолюцию АС. Ботсвана поддержала резолюцию позднее.
Ботсвана стремилась исправить напряжённые отношения между странами, вызванные комментариями министра иностранных дел Ботсваны относительно кенийского президента. По приглашению президента Ботсваны Яна Кхамы, Ухуру Кениата должен был посетить страну в 2013 году.
Кениата сотрудничал с МУС, и обвинения в преступлениях против человечности во время беспорядков в Кении (2007—2008) были сняты с него в декабре 2014 года из-за отсутствия доказательств.

## Сотрудничество
В июне 2014 года Ботсвана и Кения провели совместный деловой форум в Габороне, который был направлен на улучшение торговых отношений между странами.

## Торгово-экономические связи
Кения экспортирует товары в Ботсвану на сумму около 3,7 миллионов долларов США. В основном, это овощи, нефтяные масла, медикаменты, текстиль, инструменты, столовые приборы и мебель.
Ботсвана экспортирует товары в Кению на сумму около 182 тысячи долларов США. В основном, это транспорт, текстиль и пластик.